# Ricardo J. Vidal

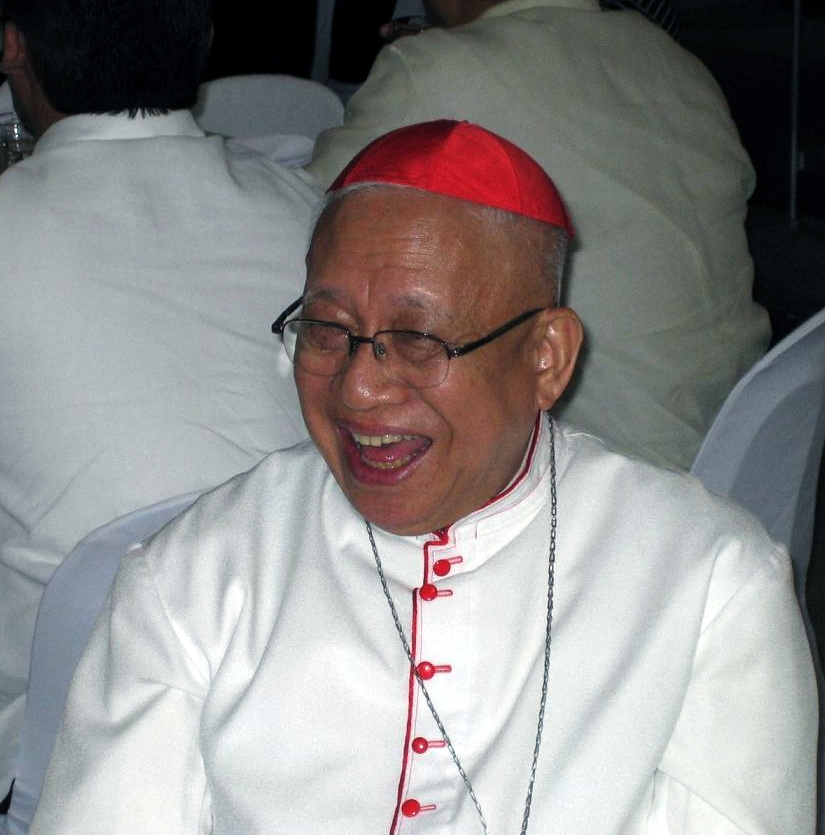
Ricardo Kardinal Vidal (2005)

Wappen des Kardinals

Ricardo Jamin Kardinal Vidal (* 6. Februar 1931 in Mogpog, Marinduque, Philippinen; † 18. Oktober 2017 in Cebu City, Philippinen) war ein philippinischer Geistlicher und römisch-katholischer Erzbischof von Cebu sowie Kardinal der römisch-katholischen Kirche.

## Leben
Ricardo Vidal studierte Katholische Theologie und Philosophie am Franz von Sales-Seminar in Lipa und am St. Charles-Seminar in Makati. Am 17. März 1956 empfing er in Lucena das Sakrament der Priesterweihe. Von 1956 bis 1965 war er Lehrer und Spiritual am Diözesanseminar in Lucena, dessen Regens von 1965 bis 1971. 1969 ernannte ihn Papst Paul VI. zum Ehrenkaplan (Monsignore).
Am 10. September 1971 wurde er zum Titularbischof von Claternae und zum Koadjutorbischof des Bistums Malolos ernannt. Die Bischofsweihe empfing er am 30. November 1971 durch Carmine Rocco, Apostolischer Nuntius auf den Philippinen, Mitkonsekratoren waren Godfredo Pedernal Pisig, Bischof von Borongan, und Rafael Lim y Montiano, Bischof von Laoag. Von 1973 an wirkte er acht Jahre lang als Erzbischof von Lipa, ehe ihn Papst Johannes Paul II. 1981 zum Koadjutorerzbischof und ein Jahr darauf zum Erzbischof von Cebu ernannte. 
Papst Johannes Paul II. nahm ihn am 25. Mai 1985 als Kardinalpriester mit der Titelkirche Santi Pietro e Paolo a Via Ostiense in das Kardinalskollegium auf. Er war Teilnehmer am Konklave 2005, in dem Papst Benedikt XVI. gewählt wurde. Am 15. Oktober 2010 nahm Papst Benedikt XVI. sein aus Altersgründen vorgebrachtes Rücktrittsgesuch an. Da er 2011 die kanonische Altersgrenze von 80 Jahren überschritten hatte, nahm er nicht am Konklave 2013 teil.
Innerhalb der Katholischen Bischofskonferenz der Philippinen, der er von 1985 bis 1987 auch als Präsident vorstand, lag der besondere Arbeitsschwerpunkt von Ricardo Vidal im Bereich der Sorge um Priesterberufungen; er war langjähriger Präsident der Bischofskommission für Berufungen. Er war Mitglied der Kongregation für die Evangelisierung der Völker, der Kongregation für das Katholische Bildungswesen und im Päpstlichen Rat für die Pastoral im Krankendienst.
Bis zuletzt hatte der emeritierte Erzbischof, der sich nach seinem Rücktritt im Sto. Niño Village von Cebu City niedergelassen hatte, Herzprobleme. Nachdem er sich bereits im Jahr 2004 Operationen am Herzen hatte unterziehen müssen, erlitt er im September 2013 einen leichten Schlaganfall. Am 18. Oktober 2017 starb Vidal 86-jährig in Cebu City auf den Philippinen.

## Ehrungen und Auszeichnungen
- Ernennung zum Päpstlichen Ehrenkaplan (1969)
- Ehrendoktorwürde der Theologie, Päpstliche und Königliche Universität des heiligen Thomas von Aquin in Manila (1985)
- Ehrendoktorwürde der Literaturwissenschaften, Enverga University (1990)
- Ehrendoktorwürde der Literaturwissenschaften, Ateneo de Manila University (1993)
- Ehrendoktorwürde der Geisteswissenschaften, Universität von San Carlos (1995)
- The Outstanding Filipino Award, Cultural Center of the Philippines (1998)
- Ehren- und Devotions-Großkreuz-Bailli des Souveränen Malteserordens (2002)
- Rizal Peace Award,  University of Southern Philippines (2002)